# Hulha

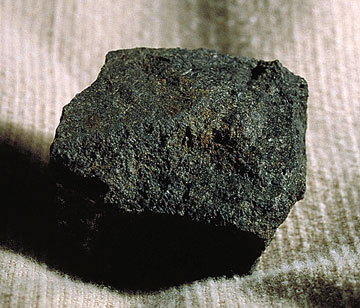
Hulha ou Carvão betuminoso

A hulha ou carvão betuminoso, ou carvão negro, é um carvão relativamente macio que contém uma substância semelhante ao alcatrão chamada betume ou asfalto. Sua qualidade é classificada como superior à de linhita e carvão sub-betuminoso, mas inferior a antracite. A formação é geralmente o resultado da alta pressão exercida sobre o linhito. Sua coloração pode ser preta ou às vezes marrom-escura; muitas vezes existem faixas bem definidas de material brilhante e opaco dentro das costuras. Essas sequências distintas, que são classificadas de acordo com "opaco, banda brilhante" ou "brilhante, banda fosca", é como os carvões betuminosos são estratigraficamente identificados.
O carvão betuminoso é uma rocha sedimentar orgânica formada por compressão diagenética e submetamórfica de material de turfa. Seus constituintes primários são os macerais: vitrinita e liptinita. O teor de carbono do carvão betuminoso é de cerca de 45–86%; o resto é composto de água, ar, hidrogênio e enxofre, que não foram expulsos dos macerais. A densidade do banco é de aproximadamente 1 796 kg/m3 (112,1 lb/pés cúbicos). A densidade aparente normalmente é de 1 683 kg/m3 (105,1 lb/pés cúbicos). O conteúdo de calor do carvão betuminoso varia de 24 a 35 MJ/kg (21 a 30 MMBtu/tonelada curta) em uma base úmida e livre de matéria mineral.
Na indústria de mineração de carvão, esse tipo de carvão é conhecido por liberar a maior quantidade de grisu, uma perigosa mistura de gases que pode causar explosões subterrâneas. A extração de carvão betuminoso exige os mais altos procedimentos de segurança, envolvendo monitoramento atento do gás, boa ventilação e gerenciamento vigilante do local.

## Usos
Carvões betuminosos são classificados de acordo com a refletância da vitrinita, teor de umidade, teor de voláteis, plasticidade e teor de cinzas. Geralmente, os carvões betuminosos de valor mais alto têm um grau específico de plasticidade, volatilidade e baixo teor de cinzas, especialmente com baixo teor de carbonato, fósforo e enxofre.
A plasticidade é vital para a coqueificação, pois representa sua capacidade de formar gradualmente fases de plasticidade específicas durante o processo de coque, medida por testes de dilatação do carvão. O baixo teor de fósforo é vital para esses carvões, pois o fósforo é um elemento altamente prejudicial na fabricação de aço.
O carvão coqueificável é melhor se tiver uma faixa muito estreita de volatilidade e plasticidade. Isso é medido pelo teste de índice de inchaço livre. O conteúdo volátil e o índice de intumescimento também são usados para selecionar carvões para a mistura de coque.
A volatilidade também é crítica para a produção de aço e geração de energia, pois determina a taxa de queima do carvão. Carvões de alto conteúdo volátil, embora fáceis de inflamar, muitas vezes não são tão apreciados quanto os carvões moderadamente voláteis; o carvão de baixa volatilidade pode ser difícil de acender, embora contenha mais energia por unidade de volume. A fundição deve equilibrar o conteúdo volátil dos carvões para otimizar a facilidade de ignição, a taxa de queima e a produção de energia do carvão.
Carvões com baixo teor de cinzas, enxofre e carbonato são valorizados para geração de energia porque não produzem muita escória de caldeira e não exigem muito esforço para esfregar os gases de combustão para remover as partículas. Os carbonatos são deletérios porque se aderem facilmente ao aparelho da caldeira.

### Carvão de metalurgia
O carvão de metalurgia é um tipo de carvão betuminoso de alta qualidade ideal para uso em uma forja de carvão. É tão isento de cinzas, enxofre e outras impurezas quanto possível. Os constituintes do carvão devem ser os seguintes:
| Constituinte | Percentagem       |
| ------------ | ----------------- |
| Enxofre      | Não mais de 1%    |
| Cinza        | Não mais de 7%    |
| Carbono      | Não menos que 70% |
| Umidade      | Não mais de 12%   |

## Carvão betuminoso por período geológico
O carvão betuminoso nos Estados Unidos tem entre 100 e 300 milhões de anos.

### Carvões do Cretáceo
Nos Estados Unidos, os carvões betuminosos do Cretáceo ocorrem no Wyoming, Colorado e Novo México.
No Canadá, a Bacia Sedimentar do Canadá Ocidental de Alberta e da Colúmbia Britânica hospeda os principais depósitos de carvão betuminoso que se formaram em pântanos ao longo da margem oeste do Western Interior Seaway. Eles variam em idade desde o último Jurássico ou o primeiro Cretáceo na Formação da Montanha Névoa, até o Último Cretáceo na Formação Gates. Os campos de carvão Intermontano e Insular da Colúmbia Britânica também contêm depósitos de carvão betuminoso do Cretáceo.

### Carvões jurássicos
Carvões extensos, mas de baixo valor, da idade Jurássica se estendem pela Bacia de Surat, na Austrália, formados em uma bacia de curvatura intracratônica, e contêm evidências da atividade de dinossauros nas numerosas camadas de cinzas. Esses carvões são explorados em Queensland a partir da Walloon Coal Measures, que tem até 15 m de espessura de carvões sub-betuminosos a betuminosos adequados para coque, vaporização e craqueamento de petróleo.

### Carvões do Triássico
Carvões da idade Triássica são conhecidos nas bacias de Clarence-Moreton e Ipswich, perto de Ipswich, Austrália, e de Esk Trough. Os carvões desta época são raros e muitos contêm fósseis de plantas com flores. Alguns dos melhores carvões de coque são os carvões do Triássico australiano, embora a maioria dos depósitos econômicos tenha sido resolvida.

### Carvões do Permiano
Os segundos maiores depósitos de carvão betuminoso do mundo estão contidos nos estratos do Permiano na Rússia. Os depósitos australianos na Bacia Bowen em Queensland, na Bacia de Sydney e na Bacia de Perth são carvão do Permiano, onde espessuras superiores a 300 m são conhecidas. As reservas e recursos atuais são projetados para durar mais de 200 anos.
A Austrália exporta a grande maioria de seu carvão para coque e aço no Japão. Certos carvões australianos são os melhores do mundo para esses fins, exigindo pouca ou nenhuma mistura. Alguns carvões betuminosos do Permiano e do Triássico na Austrália também são os mais adequados para o craqueamento em óleo.

### Carvões carboníferos
Grande parte do carvão da América do Norte foi criado em áreas afundadas adjacentes às Montanhas Apalaches. Uma vasta rede de pântanos cobria grandes partes da América do Norte nessa época e grande parte do material orgânico criado nesses pântanos se acumulava para formar espessas camadas de turfa (o precursor do carvão) que eram soterradas mais rápido do que podiam se decompor.
O carvão betuminoso é extraído na região dos Apalaches, principalmente para geração de energia. A mineração é feita tanto por minas superficiais quanto subterrâneas. O carvão betuminoso de Pocahontas já abasteceu metade das marinhas do mundo e hoje abastece siderúrgicas e usinas de energia em todo o mundo.